# Nahuel Rucá
Nahuel Rucá es una localidad del partido de Mar Chiquita (cuya cabecera es Coronel Vidal), al sur de la provincia de Buenos Aires, Argentina. 
Se encuentra a 14 km de la ruta provincial RP 11 a la altura del km 475, llegando hasta la localidad un camino vecinal (no pavimentado), que la une con la ruta 11. La Estancia El Campamento, de la familia Pueyrredón, gran productora de zetas y dulces artesanales, es una de las más reconocidas de la zona. 

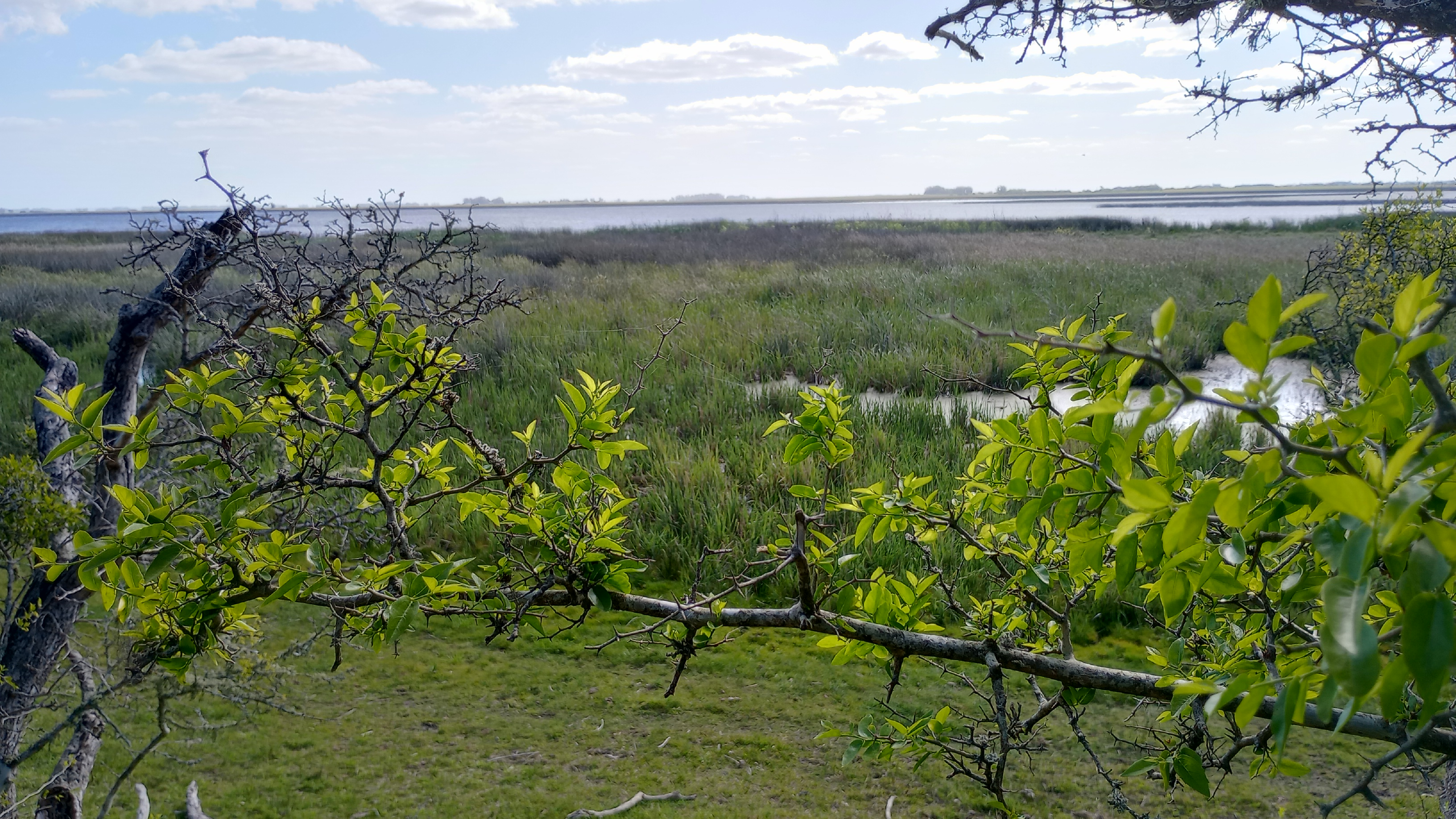
Vista de la laguna Nahuel Rucá. Estancia Nahuel Rucá, Mar Chiquita, Provincia de Buenos Aires. Argentina.

Otras estancias muy reconocidas: El Tarruel (por ruta provincial RP 11), Nahuel Rucá  y La Federala. 
Actualmente la estación de trenes está abandonada, pero en 1907 cuando transitó el primer ferrocarril hasta sus últimos días (mediados del siglo XX), le otorgó amplio movimiento férreo de cargas y pasajeros. Se trasladaba en los vagones de cargas ganado (bovino y ovino) y lanas a la ciudad de Buenos Aires.

## Familias ilustres
En su mayoría, familias argentinas de origen vasco:
- Urrutia
- Anchorena
- Arbelaiz
- Argueso
- Arrachea
- Ezeyza
- Freije
- Melón Gil
- Pueyrredón
- Roca
- Tellaeche

## Toponimia
El nombre Nahuel Rucá significa Casa del Yaguar en el idioma mapuche. Se puede visitar el almacén de campo Don Prudencio que constituye una interesante opción para descubrir las costumbres típicas del lugar.